# Broederschap van bruggenbouwers

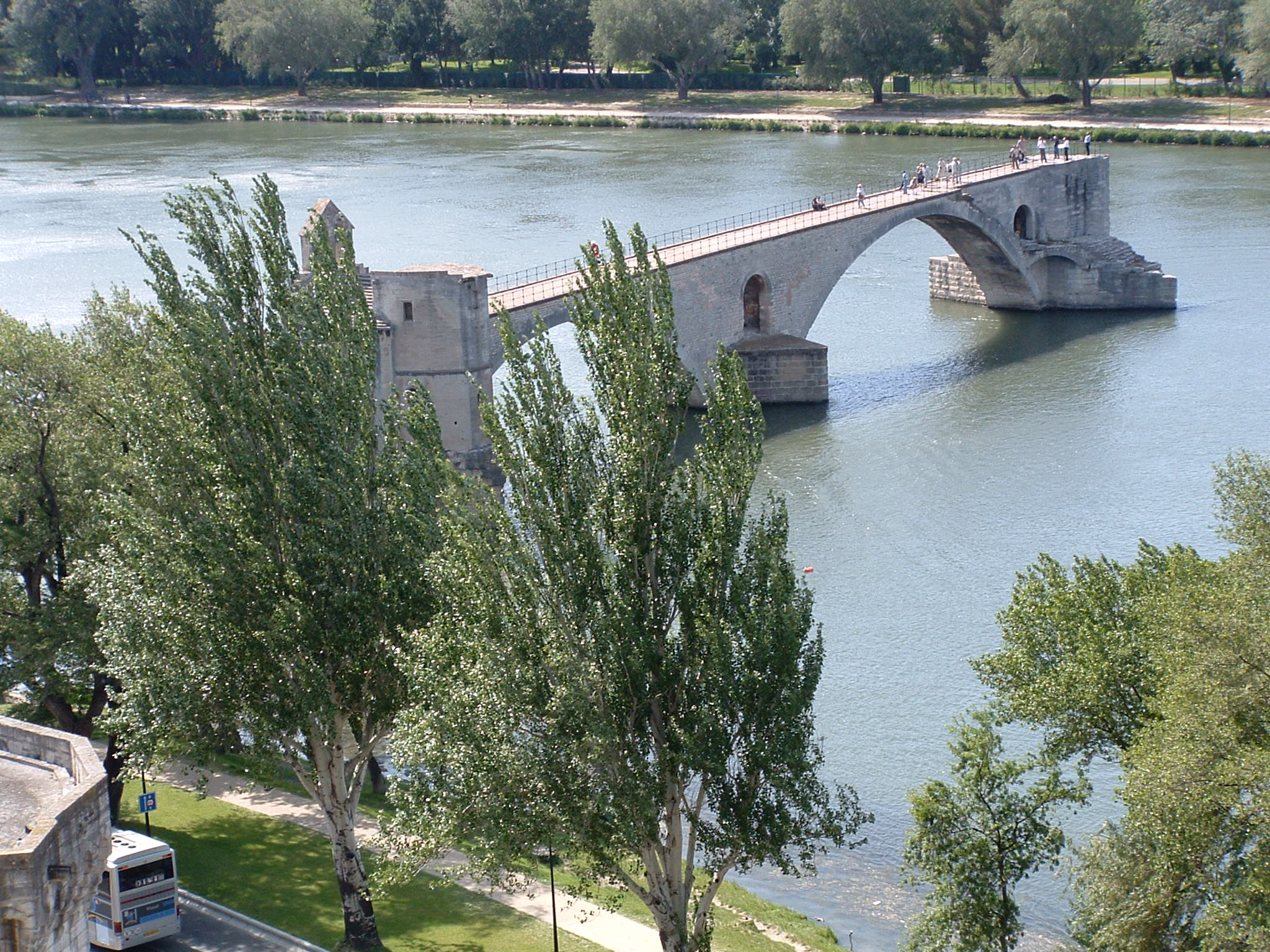
Algemeen wordt aangenomen dat de Pont Saint-Bénézet, gebouwd tussen 1177 en 1185 het eerste werk was van een dergelijk genootschap

Broederschappen van bruggenbouwers of bruggenbroeders, een letterlijke vertaling van het Franse frères pontifes of het Latijnse fratres pontifices, waren religieuze of soms ook seculiere genootschappen die zich tijdens de 12e en de 13e eeuw hoofdzakelijk tot doel stelden bruggen te bouwen ten behoeve van reizigers en pelgrims.  

## Ontstaan
Het bouwen van bruggen werd in de vroege middeleeuwen niet enkel beschouwd als een vorm van publieke dienstverlening, maar evenzeer als een werk van vroomheid. Algemeen wordt aangenomen dat de fratres pontifices in de late 12e eeuw door Bénézet van Avignon in Zuid-Frankrijk werden opgericht.

## Organisatie
Alhoewel er ook niet-religieuze broederschappen bestonden, was het vaak een bisschop die de aanzet gaf tot het bouwen van een brug door aflaten te verlenen in ruil voor arbeid of geld. 
Meestal bestond een broederschap uit drie takken: ridders en edellieden die het geld verschaften, monniken of lekenbroeders die de Kerk vertegenwoordigden en de ambachtslui die de brug bouwden. 
De broederschappen zorgden vaak ook voor onderdak voor de reizigers en het verzamelen van aalmoezen.